# Рачунско језеро
Рачунско језеро (блр. Рачу́нскае вадасховішча; рус. Рачунское водохранилище) вештачко је акумулационо језеро настало као последица преграђивања корита реке Ашмјанке на подручју Смаргоњског рејона Гродњенске области у Републици Белорусији.

## Карактеристике
Језеро је настало услед хидроенергетских потреба 1958. на месту где се у реку Ашмјанку улива речица Кернава код села Малије Рачуни. Његова површина се рачва у два залива који се пружају узводно уз корита обе реке. Површина језера је до 1,5 км, а просечна дубина 1,6 м (максимално до 4,4 м). Колебање нивоа језера је занемариво. Максимална дужина језера је до 6,9 км, ширина до 0,8 км, а дужина обалске линије 13,8 км. Обале су доста високе и брдовите.
Површина сливног подручја језера је 840 км², а запремина до 2,3 милиона м³ воде. Просечан годишњи проток кроз језеро је око 242 милиона м³.
У јужном делу језера налази се малено острво површине свега 0,1 км².

## Рачунска хидроелектрана
Рачунска хидроелектрана пуштена је у рад 1959. и у функцији је била све до 1977. када је напуштена. Након реконструкције која је обављена у периоду 1999—2001. када су постављени нови електрични генератори и замењене старе дотрајале компоненте, електрана је поново пуштена у рад. Нови почетак рада уследио је 5. фебруара 2001. и у том тренутку електрана је имала капацитет од 200 киловат часова електричне енергије. Године 2004. постављена је још једна додатна турбина капацитета 100 кВт, тако да је укупна годишња количина произведене електричне енергије сада око 1,5 милиона кВт часова.